# (35921) 1999 JU101
1999 JU101 (asteroide 35921) é um asteroide da cintura principal. Possui uma excentricidade de 0.03510830 e uma inclinação de 7.12048º.
Este asteroide foi descoberto no dia 13 de maio de 1999 por LINEAR em Socorro.